# 埃里克·利德爾
埃里克·亨利·利德爾（英語：Eric Henry Liddell；1902年1月16日—1945年2月21日），中文名李爱锐、李达，又译伊利克·里达尔，男，英国苏格兰运动员，基督教新教传教士。他是第一位生於中国的奥运会金牌得主。

## 从天津到苏格兰
李爱锐出生于天津英租界内。他的父亲是正在中国传教的英国倫敦會传教士李德修（詹姆士·丹露帕·利德爾）牧师。李爱锐在中国长到5岁。6岁时和8岁的哥哥李劳伯（罗伯特）回到英国，进入专收倫敦會传教士儿子的男子寄宿学校埃尔撒姆学院，而他的妹妹珍妮隨父母回到中国。在伊尔撒姆学院时埃里克显示出运动天赋，曾当选学校年度最佳运动员，并且是学院的板球和橄欖球队长。他的短跑成绩惊人，很多媒体认为他在未来可以实现英国奥运会一百公尺短跑金牌零的突破。
於1920年，李爱锐跟他哥哥一樣，加入爱丁堡大学科学专业。他在学校里参加100码和220码短跑，并是橄榄球队的主力。在1924年夏季奥林匹克运动会之后他大学毕业，取得科学学士学位。

## 巴黎奥运会
在巴黎举办的1924年夏季奥林匹克运动会预先安排的日程把男子100米跑定在一个星期日举行，而李爱锐是虔诚的基督徒，星期日应该是敬拜上帝的，所以他没有参加比赛。于是他改为练习没人看好的400米跑。经过几个星期的苦练，他终于出人意料地取得了巴黎奥运会400米跑的金牌。他还获得了200米跑的铜牌。而100米跑金牌被另外一位英国运动员哈罗德·亚伯拉罕获得。

## 民园体育场的牧师

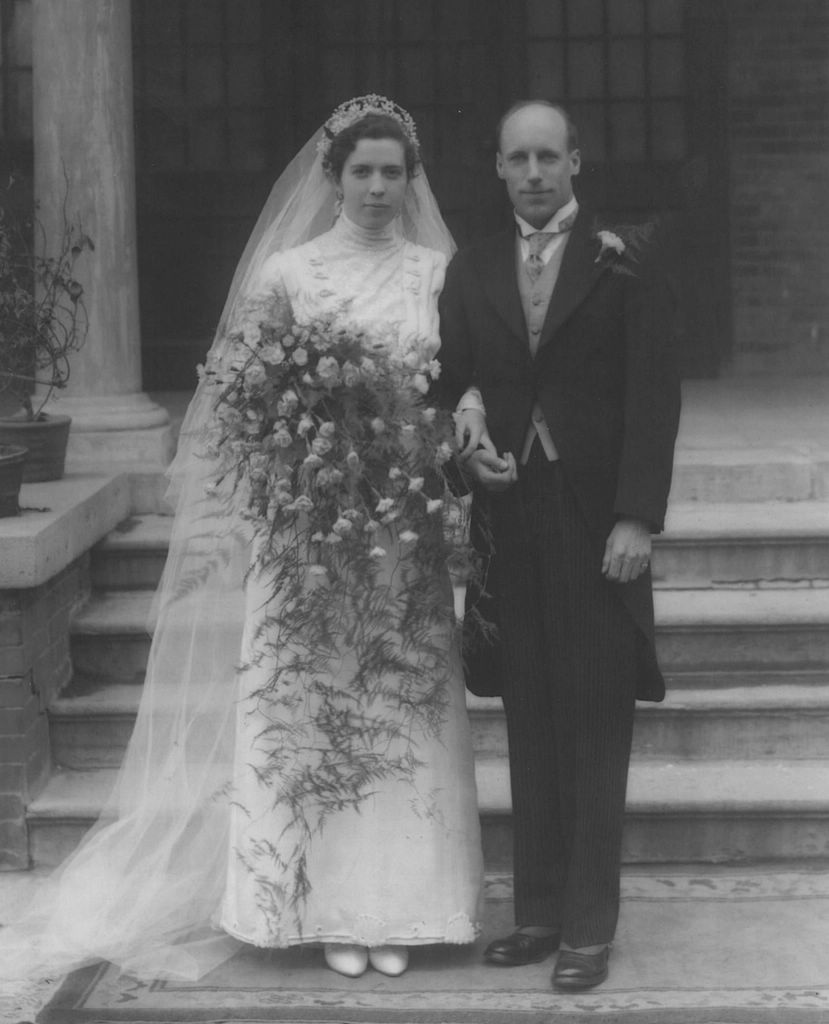
1934年3月27日，李爱锐和夫人弗洛伦丝·马肯兹在天津英租界戈登道合众会堂的结婚照

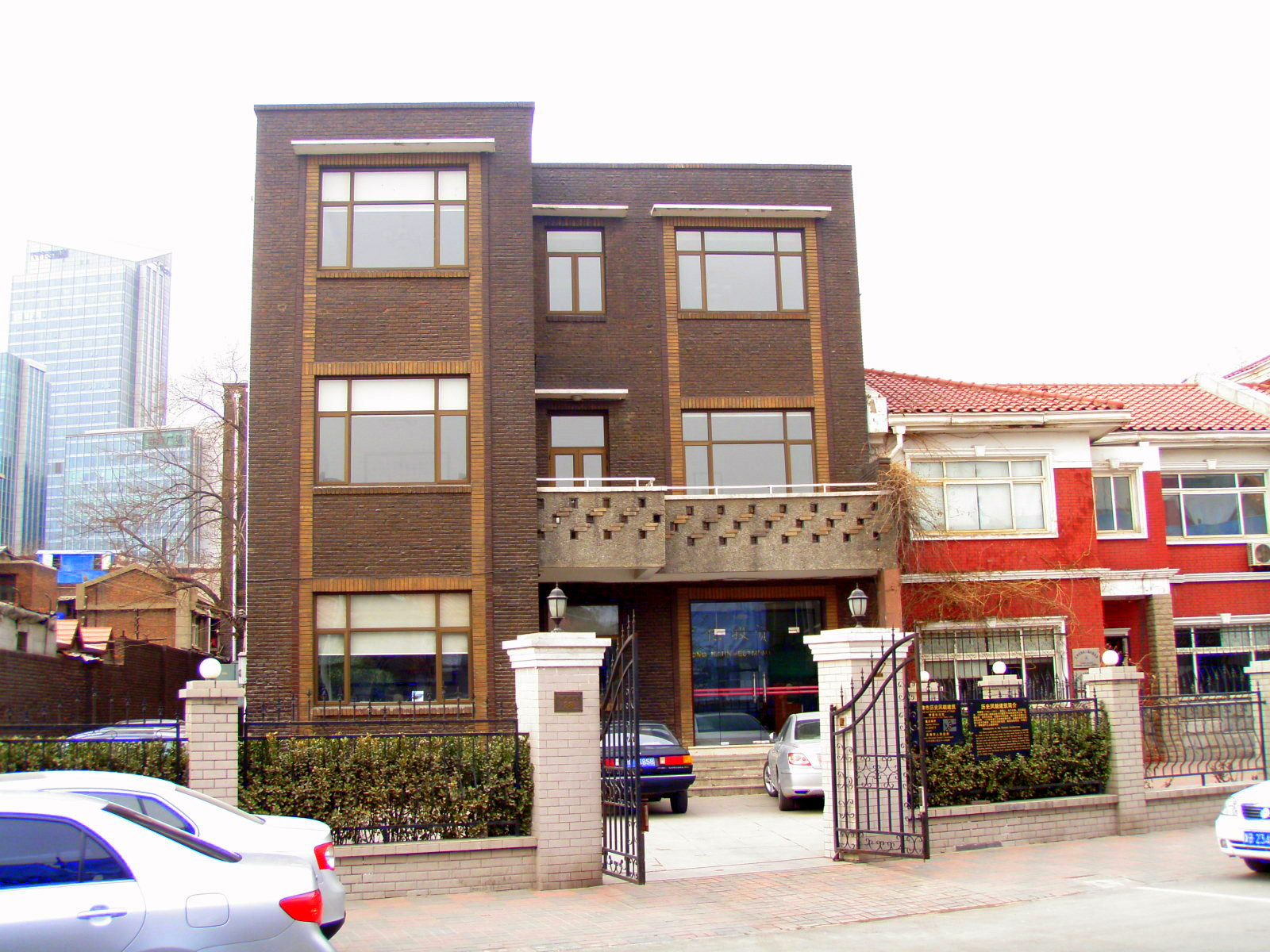
天津市重庆道53号李爱锐故居

奥运会后的第二年，李爱锐決定和父亲一样，到達华北传教。他于1925年返回出生地天津，並在教会学校新学书院（今天津市第十七中学）教授化学和体育，还負責管理一所主日學。在新学书院任教期间，李爱锐曾利用暑期带领学生们到中国南方采集制作蝴蝶等昆虫标本，收藏用附属于学校的华北博物院。
由于李爱锐在世界体坛上的名气，以及在各地参赛的丰富阅历，1925年英租界工部局邀请他参与民园体育场的改造工程。李爱锐根据其以往参赛经验，提出模仿他曾在此获胜并拥有他最欣赏的跑道质量的（今主场）的建议。同時，他亦对诸如跑道结构、灯光设备、看台层次等改建提出了一系列建议，而这些建议在当时亦具有先进的水平。在他的筹划与监督下，民园体育场终于以全新的面貌，成为当时在亚洲范围内首屈一指的综合性体育场。
於1929年，李爱锐在民园体育场参加了旧英租界当局举办的万国田径运动会。在比赛中，他擊敗了男子500米賽跑世界纪录保持者德国选手阿图·费尔莎，並同时夺得了該届运动会400米跑的金牌，而这也是他运动生涯中得到的最后一枚金牌。
於1932年，李爱锐正式獲按立为牧师。1934年3月27日，他和合众会堂的司琴、加拿大传教士的女儿弗洛伦丝·马肯兹（Florence Mackenzie）结婚。他们的婚礼在合众会堂（现保定道和唐山道交口处，1976年唐山大地震中教堂被震毁）举行了婚礼。他们的新家安在今天的重庆道38号（旧英租界时期为剑桥路70号），现在那里有一块纪念铭牌注明了这所住宅曾是他的故居。

## 战俘营中的传教士
1937年，中日战争全面爆发。李爱锐為了帮助病倒的哥哥，传教医生李劳伯（罗伯特），而到了贫困的河北农村衡水市枣强县肖张镇（伦敦会在河北省的2个传教站之一）工作。當地的物资因战乱和灾荒而極度匮乏，且病患亦很多，而且那里亦成為了日军占领区。
於1941年，隨著局势進一步惡化，弗洛伦丝決定带着女儿回到加拿大。於1943年，李爱锐被日本军队俘虜，並和内地会芝罘学校的宗教人士一起被关押在山东潍坊的乐道院集中营。在集中营中，他仍保持乐观態度，坚持佈道，甚至爲抓捕他的日军祷告。爲此，他曾被推选为营区康乐小组的主席。他还编写化学小册子，爲集中营里的儿童教课，並親自带领儿童做体育锻炼。日本方面曾向英美等国家提出用集中营裏的侨民交换战俘，而埃里克亦名列第一批名单中。但是，他卻将这个逃生机会让给了其他人，繼續留在集中营幫助別人。最後，由于被迫过度劳动和营养不良，埃里克·利德爾於1945年在集中营中因脑肿瘤逝世。

## 纪念
据一些报道，李爱锐在战后被安葬于河北省石家庄市的华北军区烈士陵园，那里还长眠着白求恩、柯棣华等人。然而烈士陵园方面表示没有关于李爱锐的资料，没有证据表明他被移葬于此。

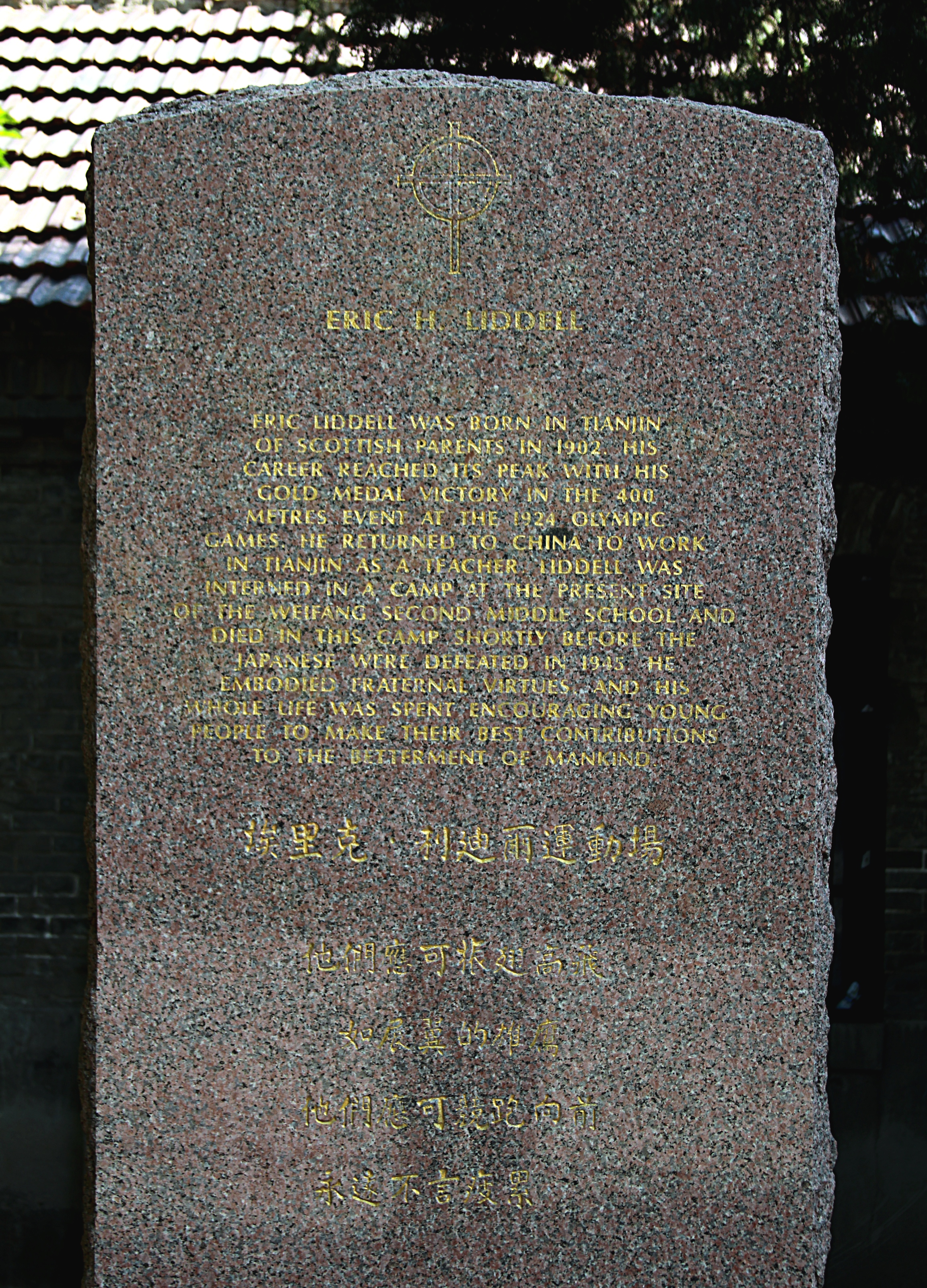
利迪尔基金会在潍坊树立的纪念碑

另据报道，李爱锐被葬于集中营日本军官宿舍后面的一个小花园中。1989年被一位香港李爱锐基金会的工作人员在潍坊中学重新发现时墓地几乎已经被人遗忘。於1991年，爱丁堡大学用苏格兰的花岗岩为他在该墓地树立的一座纪念碑，纪念碑上镌刻着《圣经·以賽亞書》中的一句话：“他們應可振翅高飛，如展翅的雄鷹。他們應可競跑向前，永遠不言疲累”。潍坊市政府在2005年纪念潍坊集中营解放60周年的活动中为李爱锐的纪念碑献花环。
2008年8月8日，第29届夏季奥林匹克运动会开幕的日子，英国《苏格兰人报》把埃里克评为苏格兰历史上最受欢迎的运动员。
2012年，爱丁堡大学在埃里克的长女到访之际，宣布以利德尔命名一个体育特长生的奖学金。
为纪念李爱锐1924年巴黎奥运会夺冠100周年，2024年7月23日下午，天津市体育博物馆内“守望·情洒津沽的奥运冠军李爱锐”永久展区揭幕。

### 影视作品
利德爾参加巴黎奥运会的故事，以及哈罗德·亚伯拉罕斯做为犹太人运动员顶着反犹主义的压力参赛的故事，被改编到1981年电影中。该片夺得了包括最佳影片獎在内的四项奧斯卡獎。影片中埃里克上身直挺、嘴巴大张的奔跑姿势被认为是真实的写照。
利德爾参加巴黎奥运会之后回到中国在戰俘營的故事，2016年被改編成為電影《終極勝利》，北京紫禁城影业公司出品，導演是香港導演冼杞然。